# 블러 (밴드)
블러(Blur)는 1988년 런던에서 결성된 잉글랜드의 록 밴드이다. 그룹의 구성원으로는 보컬/키보드의 데이먼 알반(Damon Albarn), 기타리스트/보컬의 그레이엄 콕슨(Graham Coxon), 베이시스트 알렉스 제임스(Alex James) 그리고 드러머 데이브 로운트리(Dave Rowntree)가 있다.
블러의 데뷔 앨범 《Leisure》(1991)는 매드체스터와 슈게이징 스타일의 록 음악을 차용하고 있다. 그러나 킹크스, 비틀즈 그리고 XTC와 같은 기타 사운드 기반 영국 그룹들의 영향을 받아 음악적 스타일이 변화함에 따라, 《Modern Life Is Rubbish》(1993), 《Parklife》(1994) 그리고 《The Great Escape》(1995)를 차례로 발표하게 된다. 결론적으로, 블러는 브릿팝이 인기를 얻는데 도움을 주었고, 1995년 라이벌 밴드인 오아시스와의 차트 전쟁인 "브릿팝 전쟁"을 통해 영국에서의 대중적 인기를 얻게 된다.
후속 앨범인 《Blur》(1997)을 통해 미국 인디 록 밴드들의 로-파이 스타일 영향을 받은 것을 포함, 밴드의 새로운 면모를 보여주었다. 싱글 앨범 중 하나인 〈Song 2〉는 미국 시장에서의 상업적인 성공을 일궈냈다. 다음 앨범인 《13》(1999)는 일렉트로닉과 가스펠 음악을 통한 실험성과 데이먼 알반의 개인적인 이야기를 담은 가사가 특징이다. 2002년 5월, 7번째 앨범인 《Think Tank》(2003)을 녹음하는 동안 그레이엄 콕슨은 블러를 떠났다. 이 앨범은 일렉트로닉 사운드와 최소화된 기타 작업을 바탕으로 하고 있으며, 당시 데이먼 알반의 힙합과 아프리카 음악에 대한 흥미를 보여주고 있다. 2003년 그레이엄 콕슨이 빠진 순회 공연 이후, 블러의 각 멤버들이 다른 프로젝트에 종사함으로써 밴드로서 스튜디오 작업과 순회 공연을 하지 않게 된다. 그러나 2008년 그레이엄 콕슨이 다시 돌아옴으로써 밴드는 콘서트를 위해 재결합하였고, 이후 여러 곡과 회고 자료들을 발표하였다.
2009년 7월 런던의 하이드 파크에서 재결합 콘서트를 개최했다. 2012년 런던 올림픽 폐막 기념으로 런던 하이드 파크에서 콘서트를 열었다. 2012년, 블러는 브릿 어워드에서 공로상을 받았다. 이후 8번째 앨범인 《Magic Whip》(2015)가 발표되자마자 영국 차트 1위에 들은, 12년만의 처음이자 6번째 스튜디오 앨범이 되었다. 순회 공연 이후 블러는 아홉 번째 앨범 《The Ballad of Darren》(2023)를 발표할 때까지 활동을 접었다.

## 멤버
- 데이먼 알반(Damon Albarn) : 보컬 , 키보드 , 어쿠스틱 기타
- 그레이엄 콕슨(Graham Coxon) : 리드 기타 , 서브보컬 , 코러스 , 색소폰 - 2002년 탈퇴 / 2008년 재합류
- 앨릭스 제임스(Alex James) : 베이스 , 우드베이스
- 데이브 론트리(Dave Rowntree) : 드럼, 퍼커션

## 내역

### 밴드 결성과 Leisure: 1988-91
공립중학교 시절부터 소꿉친구인 데이먼 알반과 그레이엄 콕슨은 1988년 런던의 골드스미스 대학에서 알렉스 제임스를 만난다. 데이먼 알반은 그 해 10월, 드러머인 데이브 로운트리와 서커스(Circus)라는 이름의 인디 밴드를 결성하게 된다. 서커스의 기타리스트가 밴드를 떠나고 난 뒤 그레이엄 콕슨이 합류하게 되었고, 이 계기로 밴드의 질은 비약적으로 향상 된다. 그 해 12월 데이브가 서커스의 두 멤버들을 탈퇴시킨 것을 계기로, 알렉스 제임스가 베이시스트로 합류하게 되면서 총 4명의 밴드로 재편성 하게 된다. 1988년 12월, 멤버들은 제롬 데이비드 샐린저(J.D.Salinger) 작의 호밀밭의 파수꾼(Seymour: An Introduction)에서 따와 밴드 이름을 시모어(Seymour)라고 짓는다. 1989년 여름, 이 그룹은 처음으로 라이브 공연을 연다. 그 해 11월에는 푸드 레코드(Food Records' A&R)의 앤디 로스(Andy Ross) 대표가 시모어의 공연을 본 뒤 이들에게 레이블 계약을 제안한다. 하지만 로스와 푸드 레코드는 이들 밴드명에 불만을 가져 시모어를 대체할 수 있는 그룹명들이 적힌 리스트를 작성하여 새로운 작명을 권하였다. 멤버들은 그 중 '블러(Blur)'를 석택하여 이를 하기로 결정하였다. 1990년 3월, 푸드 레코드는 그렇게 새 이름을 얻게 된 '블러'와 계약을 하게 된다.
1990년 3월에서 7월까지 블러는 크램프스의 오프닝 밴드로 시작해 영국 전역을 순회하며 새로운 노래에 대한 대중의 반응을 검증한다. 1990년 10월, 블러는 순회 공연이 끝난 뒤 첫 싱글 〈She's So High〉을 발표하는데 영국 싱글 차트에서 48위로 오르게 된다. 하지만 밴드는 후속 싱글 곡의 제작을 하는 와중 문제에 부딪혔고, 스티븐 스트리트(Stephen Street) 프로듀서와 함께 제작할 즈음에 제대로 된 곡을 만들 수 있었다. 그 결과로 발매한 두 번째 싱글인 〈There's No Other Way〉는 최고 8위까지 상승하며 히트하게 된다. 블러는 〈She's So High〉 싱글의 성공으로 팝 스타가 되었고, 런던에 위치한 신드롬 클럽(The Syndrome club)의 공연 밴드로 자주 초대를 받았다. 1991년, 당시 NME 매거진은 블러에 대해 '맨체스터 록 그룹들이 그 명을 다하기 시작한 후로 등장한 그런대로 나쁘지 않은 미소년 밴드들 중 하나' 라고 평했다.
세 번째 싱글인 〈Bang〉은 겨우 24위에 오르며 실망스러운 성적을 낳는다. 그럼에도 앤디 로스와 푸드 레코드의 데이비드 밸프 CEO는 블러의 최선책이 매드체스터 장르를 계속 하는 것이라고 확신을 한다. 블러는 음악의 역량을 넓히기 위한 시도를 했으나 데뷔 앨범 녹음 당시 데이먼 알반이 스튜디오에서 가사를 써야 했기 때문에 무산되었다. 그럼에도 결과적으로 첫 번째 앨범인 《Leisure》 (1991)은 영국 음반 차트에서 7위를 기록하게 된다. 하지만 존 해리스(John Harris) 언론인은 "용두사미의 냄새를 지울 수가 없다." 고 《Leisure》를 평하는 등 평단에서 엇갈린 평을 받게 된다.

### 브릿팝의 시대: 1992-95
1992년 3 월, 지저스 앤 메리체인와 마이 블러디 발렌타인 등이 출연하는 '롤러코스터 투어 공연'에 오프닝 그룹으로 참여하게 되지만, 그 후 매니저가 밴드의 자금을 횡령하여 은행 계좌에 6만 파운드의 빚이 들어찼다는 사실을 알게 된다. 파산은 어떻게 해서 모면했지만, 도움을 준 T셔츠 회사의 의향에 따라 6만 파운드의 빚을 갚기 위해 미국 순회 공연을 결정하게 된다. 그들은 싱글인 〈Popscene〉을 발매하는 동시에 순회 공연을 시작한다. 음악의 특징으로는 '빠르고 세찬 펑크 록 기타 반주, 60년대 팝 스타일의 후렴구, 요란한 영국 호른, 통제된 맹렬함, 그리고 현대적인 해학'이라고 할 수 있다. 〈Popscene〉은 블러 음악의 전환점이 된다. 하지만 이 싱글은 발매 후에 UK 차트 32위에 겨우 머물게 되는데, 데이먼 알반의 1993년 NME 인터뷰에서 "우리는 〈Popscene〉에서 큰 변화를 느꼈다. 매우 매우 영국다운 음반으로 말이다."라고 이야기한다. "하지만 그건 많은 사람들을 짜증나게 했다... 우리는 계속해서 다른 이들의 지지 없이 영국스러운 이상향을 밀고 나갔지만 아무도 흥미를 느끼지 못했다." 결국 이 싱글이 빛을 보지 못함으로 인해 'Never Clever'의 이름의 싱글 발매 계획은 휴지 조각이 되었으며 블러의 두 번째 앨범 작업은 미뤄졌다.
두 달 간 휴일도 없는 미국 투어 동안, 블러는 종종 서로에게 좌절감을 터트렸고, 몇 번의 물리적 대립으로 이어지기도 하며 점점 불행함을 느꼈다. 미국 투어 전후로 멤버들이 알콜 중독을 앓는 등 최악의 상황에 빠졌고, 어떤 공연에서는 음주 상태로 최저의 퍼포먼스를 펼치기도 했다. 멤버들은 향수병을 앓았다. 데이먼 알반은 그 당시를 회고하며 "정말 사소한 것들이 그리워지기 시작했다. 영국에 대한 모든 것이 그리웠고, 그래서 영국적인 분위기의 곡들을 작곡하기 시작했다." 라고 이야기했다. 그룹이 다시 영국으로 돌아왔을 때, 블러가(특히, 데이먼 알반은) 떠나있는 동안 라이벌 그룹이었던 스웨이드의 성공에 감정이 상한다. 1992년, 같은 과정에 있던 스웨이드의 성공과는 대비되는 시시한 성과로 인해 블러는 푸드 레코드와의 계약 파기 직전에 다가가게 된다. 그 과정에서 블러는 이데올로기의 변화를 겪었고, 너바나와 같이 당시 인기가 있던 미국 그런지 록 그룹들과 대비되는 영국 전통 록 그룹을 바탕으로 하는 그룹으로 이미지 변화를 꾀할 생각이었다. 비록 데이먼 알반의 새로운 선언에는 회의적이었지만, 푸드 레코드의 데이비드 밸프 CEO는 밴드가 선택한 대로 XTC의 앤디 파트리지가 후속 앨범을 제작하는 것에 찬성을 했다. 하지만 앤디 파트리지의 작업 성과가 마음에 차지 않으면서, 〈There's No Other Way〉를 히트시킨 스티븐 스트리트가 프로듀싱 작업을 하기 위해 돌아왔고 블러는 그와 다시 함께 작업할 기회를 얻게 된다.

### 브릿팝 이후의 활동: 1996–2000
1996년 초, Q매거진 인터뷰에서 블러 멤버간의 관계가 매우 경직되어 있음이 드러났다. 에이드리언 디보이(Adrian Deevoy) 기자는 그들을 ‘긴장되는 해체 직전’에서 찾아낸 것에 대해 집필했다. 특히나 그레이엄 콕슨의 경우, 알렉스 제임스의 플레이보이 라이프스타일과, 데이먼 알반이 블러의 음악적 연출과 대중 이미지를 그의 통제 하에 두는 것을 원망하기 시작했다. 그는 음주 문제로 어려움을 겪으며, 밴드의 브릿팝 미학을 거부한 채 페이브먼트와 같은 노이지한 미국의 얼터너티브록 밴드의 음악을 들어야겠다고 강조했다. 1996년 2월, 콕슨과 제임스가 어느 이탈리아의 방송에서 블러의 립싱크 공연 방송에 불참했을 때, 두 사람을 각각 사람 모양 판지와 공연매니저로 교체시켰다. 스튜어트 마코니(Stuart Maconie)는 이후에  블러 전기에서 당시 '블러는 매우 어색하게 꿰매졌다'고 썼다.
이전에는 이를 일축했지만, 알반은 로파이와 언더그라운드 음악에 대한 콕슨의 취향을 이해하게 되었고 블러의 음악 방향을 다시 한 번 크게 바꿀 필요성을 인식하게 되었다.“나는 하루 종일 피아노 앞에 앉아 멋지고 실험적인 팝송을 작곡할 수 있지만 너는 앞으로 나아갈 필요가 있다.며 그는 말했다. 그 후 그는 스트리트(Street)에 접근해 밴드의 다음 음반에서 더 헐거워진 사운드를 요구했다. 콕슨은 자신의 사적 필요성을 인식하고 알반에게 편지를 보내 '다시 사람들을 겁주고 싶다'는 음악에 대한 자신의 열정을 설명한다. 런던에서 초기 세션을 마친 후 밴드는 브릿팝계에서 벗어나 아이슬란드에서 나머지 곡들을 녹음하기 위해 떠난다.
그 결과가 1997년 2월에 발매한 다섯 번째 음반, <Blur>이다. 음악 언론계에서는 로파이 음악 실험으로 인해 블러의 10대 소녀 팬층에서 소외감을 느낄 것이라는 예측을 하였으나, 오히려 팬들은 블러의 이러한 노력에 박수를 보내주었다. 평론가들은'Look inside America'와 'She's alright'의 가사집을 짚으면서, 알반이 '벡에게 정해진 듯이 고개를 끄덕이고 페이브먼트 신반을 유료로 홍보한 것처럼' 언급하면서, 이 시기 브릿팝에서 거의 정면으로 보인 태도에서 밴드가 미국의 가치를 인정한 것으로 여겼다. '상업적 자살'이라는 소리가 있음에도 <Blur>와 첫 싱글 음반인 <Beetlebum>은 영국에서 1위로 데뷔했다. 이 음반은 이전 음반의 영국 판매량만큼 비슷하지는 않았지만, 전세계적으로는 <Blur>가 더 큰 성공을 거두었다. 미국에서는 이 음반이 강력한 평가를 받아, 빌보드 200에서 61위에 올라 골드 인증을 받았다. 다른 싱글 곡, <Song 2>는 얼터너티브 라디오에서 인기를 끌게 되며, 빌보드의 모던 록 차트(Modern Rock chart) 부문에서 6위에 올랐고 26주 동안 차트에 머무르게 된다. <Song 2>는 사운드트랙, 광고, 텔레비전 쇼 등 다양한 미디어에 사용될 수 있는 라이센스를 취득한 후, 미국에서 가장 인지도가 높은 블러의 노래가 된다. <Blur>의 성공 이후, 밴드는 9개월간의 월드 투어를 시작한다.
투어를 마친 지 몇 달 후인 1998년 2월, 블러는 일본 시장을 위해 <Bustin+ Dronin>을 발매했다. 이 음반은 서스턴 무어, 윌리엄 오빗, 모비 등의 아티스트가 리믹스한 블러의 노래 모음집이다. 곡을 녹음 중에, 밴드는 오빗의 노력에 가장 깊은 인상을 받았으며, 새로운 관점에서 녹음 과정에 접근해야 한다는 필요에 따라
다음 앨범의 프로듀서로 스트리트를 대신하도록 요청했다.
1999년 3월에 발매된 블러의 여섯 번째 정규집 <13>은 브릿팝 시대의 태도와 사운드에서 훨씬 더 멀어졌다. 오빗의 프로덕션 스타일은 더 많은 재밍을 허용했으며, '다양한 감정, 분위기, 단어와 소리'를 믹스에 통합했다. <13>은 콕슨이 '편집 없이 자신이 선택한 모든 것을 할 수 있게 허락받아' 독창적으로 지배한다.

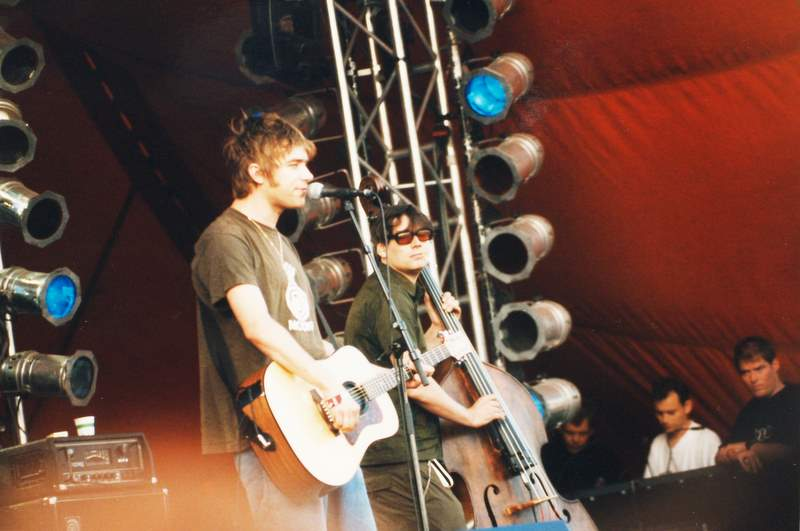
1999년 록슬라이드 페스티벌 (Roskilde Festiva)에서.

## 내한
1997년 10월 21일, 정동문화회관에서 블러의 국내 첫 내한 공연이 있었다. 2천 여 석의 자리를 가득 채운 관객들의 뜨거운 호응이 있었다고 하나, 실 관객 수는 1300여 명이었다는 이야기도 있다. 이 날 블러는 한 시간 반이라는 공연 시간 동안 총 16곡을 불렀는데 시작 곡으로 1997년 초에 발표한 5집 《blur》에 수록된 〈Beetlebum〉을, 마지막 곡으로는 〈Song2〉를 선곡했다. 당시 Mnet이 공연 실황을 녹화하여 방영하기도 했다.
데이먼 알반은 공연 전 경향신문과의 전화 인터뷰에서 "영화배우가 새로운 작품에서 변신을 보여주면 박수 갈채를 받지만 가수의 변신은 많은 반발을 받게 된다. 언론이나 평론가로부터 우리의 음악이 어때야 한다는 이야기는 듣고 싶지 않다."라며 "우리의 음악은 우리가 결정한다." 라고 음악에서의 밴드의 소견을 이야기하기도 했다.

## 음반 목록

### 정규 앨범
| 1991 | Leisure                | 7  | ─   |
| 1993 | Modern Life Is Rubbish | 15 | ─   |
| 1994 | Parklife               | 1  | ─   |
| 1995 | The Great Escape       | 1  | 150 |
| 1997 | Blur                   | 1  | 61  |
| 1999 | 13                     | 1  | 80  |
| 2003 | Think Tank             | 1  | 56  |
| 2015 | The Magic Whip         | 1  | 24  |
| 2023 | The Ballad of Darren   |    |     |

### 라이브/컴필레이션 앨범
| 1994 | The Special Collectors Edition (Japan-only B-sides album)         | ─  | ─   |
| 1996 | Live at the Budokan (Japan-only live album)                       | ─  | ─   |
| 1998 | Bustin' + Dronin' (remix/live album)                              | 50 | ─   |
| 1999 | The 10 Year Limited Edition Anniversary Box Set (singles box set) | ─  | ─   |
| 2000 | Blur: The Best of (greatest hits compilation)                     | 3  | 186 |
| 2009 | Midlife: A Beginner's Guide to Blur                               | 20 | —   |
| 2009 | All The People... Blur: Live In Hyde Park 02/07/2009              | 70 | —   |
| 2009 | All The People... Blur: Live In Hyde Park 03/07/2009              | 44 | —   |
| 2012 | Blur 21 - The Box                                                 | 71 | —   |
| 2012 | Parklive                                                          | 91 | —   |

### 비디오
| Starshaped                                                                          | 1993 | VHS        | 투어 다큐멘터리 비디오              |
| Starshaped                                                                          | 2004 | DVD        | ※ 위와 동일                         |
| Showtime                                                                            | 1995 | VHS        | 라이브 실황                         |
| No Distance Left to Run (The Making of)                                             | 1999 | DVD        | 뮤직비디오 + 라이브 실황            |
| Blur: The Best of                                                                   | 2000 | VHS        | 뮤직비디오 + 라이브 실황            |
| Blur: The Best of                                                                   | 2000 | DVD        | ※ 위와 동일                         |
| No Distance Left To Run - A Film About Blur ※ 1999년 작품과는 같은 이름의 다른 작품 | 2010 | DVD        | 다큐멘터리 비디오 + 라이브 실황     |
| Parklive ※ 통상판과 디럭스판 2종 발매                                               | 2012 | 통상판 DVD | 라이브 실황 + 프로모션 비디오 1Disk |
| Parklive ※ 통상판과 디럭스판 2종 발매                                               | 2012 | 디럭스 DVD | 2CD + 보너스2CD + DVD(통상판) 5Disk |

### 대표 곡
- She's So High (1990년)

《Leisure》 수록. 블러로서 처음으로 만들었던 곡. ‘I know’와 함께 더블 A면. 당시 유행하던 슈게이징 사운드의 영향을 받아 황홀한 기타 연주가 인상적이다. 그레이엄 콕슨과 알렉스 제임스가 중심이 되어 만들었다고 한다.
- There's No Other Way (1991년)

《Leisure》 수록. 그루비한 전자 오르간에 그레이엄 콕슨의 특징적인 기타 리프와 코러스를 섞은, 최초의 메이저 히트곡. 뮤직비디오는 UK 버전과 US 버전 두 종류가 있다.
- Popscene (1992년)

앨범 미수록 (《Modern Life Is Rubbish》 일본 판에는 보너스 트랙으로 수록). 블러의 곡으로 처음 브라스 세션이 도입되었다. 스웨이드의 'The Drowners’와 함께 '최초의 브릿팝'이라고 할 수 있는 기념비적인 곡. 밴드의 선호로 라이브로 연주되는 경우가 많다.
- For Tomorrow (1993년)

《Modern Life Is Rubbish》 수록. 두 번째 앨범 제작 후반에 레벨의 사장이 싱글용 곡이 없다고 지적, 데이먼 알반이 크리스마스 이브 밤에 철야로 작업하여 만든 곡. UK차트 28위로 판매량은 부진했지만, XTC와 킹크스를 연상시키는 엇박자의 멜로디, 현악기와 브라스 세션 등을 도입한 팝적 사운드는 '브릿팝' 정신을 가장 잘 나타내는 곡이라고 말 할 수 있다. 후렴구의 'La La La'는 전 세계 사람들이 노래하기 좋게 도입되었다.
- Chemical World (1993년)

《Modern Life Is Rubbish》 수록. 그레이엄 콕슨의 맑고 깨끗한 기타 리프와 시원 시원한 리듬이 특징인 팝. ‘For Tomorrow’에 이어 미국의 SBK 레이블과 푸드 레코드 사에서 이번에는 미국 싱글용 곡이 없다고 이야기해서 만들어졌다. 데이먼 알반은 비아냥대며 데모 트랙 이름을 ‘Americana’으로 했었다고 한다. 앨범 버전 이외의 미국 버전으로도 녹음되었다고 한다.
- Girls & Boys (1994년)

《Parklife》 수록. 120 bpm의 저렴한 디스코 풍의 알렉스 제임스가 연주하는 특징적인 베이스 라인을 타고, 끝없이 A 코드를 반복하면서 진행하는 댄스 튠의 곡. 이 곡을 통해 영국은 물론 유럽 전 지역에서 인기의 제동을 확실히 걸었다.
- To The End (1994년)

《Parklife》 수록. 프렌치 팝 느낌의 발라드. 앨범 버전은 스테레오랩(Stereolab)의 레티샤 사디(Laetitia Sadier)가 참가. 프랑스에서는 프랑수아즈 아르디(Françoise Hardy)와 데이먼이 듀엣 한 버전도 출시되었다. 데이먼이 프랑스어로 노래하는 부분도 있다.
- Parklife (1994년)

《Parklife》 수록. 버진 라디오가 발표한 '지난 10년간 가장 중요한 노래 베스트 100' 5위에 랭크. 런던 사투리의 나레이션을 표현하기 위해 모즈를 다룬 영화 <콰드로페니아>(1979)에서 주연을 맡은 배우 필 다니엘스를 게스트 보컬로 맞이하고 있다. 밝은 곡조 속에 영국풍의 시니컬한 유머가 넘치는, 브릿팝 무브먼트를 상징하는 곡이다.
- End Of A Century (1994년)

《Parklife》 수록. 후에 'Look Inside America'(1997)의 곡에 영향을 준 발라드곡. 데이먼 알반의 집에 개미떼가 몰려왔던 '사건'이 곡의 기본이 되었다. 현재 라이브로도 즐겨 연주된다. 작곡 당시 멤버들은 20대였기에, 가사에 '30세를 향해 (to thirty)'라는 구절이 있지만, 현재 라이브에서는 '50세를 향해 (to fifty)'라고 가사를 바꿔 부르고있다.
- This Is A Low (1994년)

《Parklife》 수록. 앨범 제작 중 최초로 녹음 된 곡. 싱글 컷은 되지 않았지만, 베스트 앨범에 수록되거나, 라이브 셋리스트의 마지막에 자주 연주되는 등 블러 멤버들이 좋아하는 노래. 데이먼 알반이 알렉스 제임스에게 선물 받은, 해도가 프린트된 손수건에서 힌트를 얻어 만들었다는 가사는 영국 본토에 각종 재해를 가져온 '저기압 (Low)'에 대해 이야기하고 있으며, 가사 중간에 비스케이만과 도거뱅크, 영국 내 흐르는 하천 등 실제 지명이 등장한다.
- Country House (1995년)

《The Great Escape》 수록. 브릿팝 전성기, 이른바 '브릿팝 전쟁'이라고 불리는 '블러 오아시스 전쟁'(오아시스 싱글과 동시 발매하는 차트 경쟁)에서 'Roll With It'을 제치고 밴드 최초로 UK차트 1 위를 한 곡. 직장에서 성공하고 은퇴한 뒤 시골에 큰 '컨트리 하우스'를 구입하여 유유자적 세월을 보내는, 스노비즘에 빠진 속물적인 남자에 대한 노래이다. 쾌활한 리듬 진행으로 대중들에게 인기있는 곡이었지만, 위의 인연으로 인해 브릿팝 광조와 네거티브 이미지의 상징이기도 한 곡이며, 밴드 스스로에 대한 혐오에 의해 오랫동안 라이브로 불리지 않았다. 그러나 2009년 재시동 된 공연에서 이 곡이 10년 만에 셋리스트에 부활하였다. 뮤직비디오 감독은 알렉스 제임스의 대학 시절의 친구이기도 한 현대 미술가 데미안 허스트가 맡고있다.
- The Universal (1995년)

《The Great Escape》 수록. 유니버셜이라는 가상의 항우울제에 의해 사람들의 마음이 사육되고 있다고 이야기하는 가까운 미래에 대한 곡. 데모 단계에서는 더 빠른 리듬의 레게 풍 이었지만, 알렉스 제임스의 제안으로 리듬을 떨어뜨리고, 현악기를 도입하여 웅장한 발라드 곡으로 완성되었다. UK차트 5위. 뮤직비디오는 스탠리 큐브릭 감독의 영화 '시계태엽 오렌지' (1971)가 모티브가 되었다.
- Beetlebum (1997년)

《Blur》 수록. 가열된 '브릿팝 전쟁' 붐의 광조에서 오는 피폐감을, 마약으로 도피라는 어두운 정신상태를 나타내는 것 같은 내성성 안에, 위태로움과 아름다움을 내포한 얼터너티브 사이키델릭. 제목인 "Beetlebum"는 신조어이지만, 데모 당시에는 코카인 곡이라고도 형용되었었다. 보컬 부분은 아이슬란드의 수도 레이캬비크에서 수록. 그레이엄의 독창적인 기타워크가 곡의 뼈대가 된다. 밴드는 두 번째 UK차트 1위를 획득하게 된다. 뮤직비디오의 감독은 소피 뮬러가 맡았고, 블러 뮤직비디오에서 처음으로 애니메이션이 사용되었다.
- Song 2 (1997년)

《Blur》 수록. UK차트 2위. 제목은 연주 시간 2분에서 유래되었다는 설과 데모를 만들 때 코드 이름이 그대로 붙은 것이라는 설이있다. 구성은 바스와 코러스 심플한 펑크 풍으로, 그레이엄 콕슨의 기타와 데이브 로운트리의 드럼의 트윈 인트로가 인상적. 가사는 오토마티즘의 방법에 의해 쓰여졌다고 한다. 지금까지 마케팅으로 성공하지 못했던 미국에서도 상업적인 성공을 거둔 대히트 곡이며, 인텔과 나이키를 비롯한 수많은 CM에 사용되었고, 수많은 뮤지션들의 커버곡이 되고 있다. 미군에서 스텔스 전투기 발표기념회의 테마곡으로 사용하고 싶다고 제안하며 상당한 개런티를 제시했으나 거절했다고 한다. 라이브의 하이라이트를 장식하는 최고조의 흥분을 끌어내는 곡으로 쓰이고 있다. "Beetlebum '에 이어 소피 뮬러가 감독을 맡은 '록의 정신'을 은유적으로 표현하고 있는데, "강풍"이 멤버들을 덥치는 듯한 강력한 뮤직비디오도 인기가 있어 MTV 등에서 대량 온에어 되었다.
- Tender (1999년)

《13》 수록. 그레이엄 콕슨의 보컬 파트가 삽입되어 데이먼 알반과의 대화를 연출하는 슬로 발라드. UK차트 2위. 배경음으로 런던 커뮤니티 가스펠 콰이어(London Community Gospel Choir)의 대대적인 코러스를 동원하고있다. 후렴구의 "Oh My Baby"의 문구는 그레이엄 콕슨의 제안에 의한 것으로, 재결성 당시 라이브에서 관중들의 대대적인 합창이 일어나기도 했다.
- Coffee & TV (1999년)

《13》 수록. 작사와 바스부분의 보컬을 그레이엄 콕슨이, 작곡 및 코러스를 데이먼 알반이 담당. 뮤직비디오도 그레이엄 콕슨을 소재로 만들어졌다. 참고로 이 비디오는 NME 어워드, 채널 4 그레이 테스트 비디오 등을 수상하며 전 세계의 모던 록 채널을 통해 대량 온에어가 되기도 한 인기있는 뮤직비디오였다. 이 곡은 톱 10 진입이 확실했지만 일부 대형 음반 매장의 판매가 집계되지 않는 차트 실수가 일어나 톱 10 진입을 놓친다 (UK차트 11 위) 매우 드문 일이었다. 할리우드 서스펜스 영화 '사랑보다 아름다운 유혹' (1999)의 사운드 트랙으로도 수록.
- No Distance Left To Run (1999년)

《13》 수록. 그레이엄 콕슨의 애수가 감도는 기타 소리의 인트로에서 시작되어 데이먼 알반이 애절하게 노래한다. 데이먼 알반의 오랜 파트너였던 저스틴 프리쉬먼과 헤어진 당시의 데이먼 알반의 심경을 표현한 발라드 곡. 1999년 발매한 DVD와 2010년 다큐멘터리 영화의 제목이기도 하다. 멤버들의 자는 모습을 투시카메라로 촬영된 뮤직비디오가 화제를 불렀다.
- Out Of Time (2003년)

《Think Tank》수록. 그레이엄 콕슨이 탈퇴하고 3명으로 편성되고 나서의 첫 싱글 곡. UK차트 5위. 뮤직비디오는 미국 해병대 소유의 전함을 무대로 항공 모함에서 전장으로 향하는 여성 군인의 이야기다.
- Under The Westway (2012년)

2009년 재결성 후 《Fool's Day》 이후 2년 만의 싱글 곡. 《The Puritan》은 더블 A면. 당초 윌리엄 오빗에게 프로듀스를 의뢰했지만 결국 셀프 프로듀스 버전으로 발표했다. ‘West London’을 가로지르는 고속도로 ‘Westway’가 모티브가 되었다. 이슬비가 내리던 날, 런던 시내 건물 옥상에서의 라이브 연주로 매우 피곤할 즈음, 데이먼 알반은 애드립으로 가사의 '오늘 내가 사는 도시의 하늘은 파랬어 (There were blue skies in my city today)'이라는 문구를 '오늘 내가 사는 도시의 하늘은 흐렸어 (There were grey skies in my city today)'로 바꾸기도 하였고, 2012년 런던 올림픽 폐회기념 라이브에서는 '일요일에는 눈이 내린다고 했었는데 (Said snow would come on Sunday)'라는 문구를 '월요일에는 비가 내린다고 했었는데(Said rain would come on Monday)'로 바꿔 불렀다.

## 수상 경력
1994
- Smash Hits 어워즈 - 최고의 얼터너티브 밴드 "Parklife"

Smash Hits 어워즈 - 최고의 앨범 "Parklife"
- Q 어워즈 - 최고의 음반 "Parklife"

Q 어워즈 - 최고의 프로듀서 "Stephen Street"
1995
- 브릿 어워즈 - 영국 최고의 그룹

브릿 어워즈 - 영국 최고의 음반 "Parklife"
브릿 어워즈 - 영국 최고의 싱글 "Parklife"
브릿 어워즈 - 영국 최고의 뮤직비디오 "Parklife"
- NME 어워즈 - 최고의 밴드

NME 어워즈 - 올해의 라이브
NME 어워즈 - 최고의 LP (NME 리더들이 투표한) "Parklife"
NME 어워즈 - 올해의 NME 싱글 "Girls & Boys"
NME 어워즈 - 최고의 뮤직비디오 "Parklife"
- Q 어워즈 - 최고의 음반 "The Great Escape"

1996
- Ivor Novello 어워즈 - 올해의 작곡상 "데이먼 알반" ※ 노엘 갤러거와 공동 수상.

1999
- MTV 유럽 음악 어워즈 - 최고의 뮤직비디오 "Coffee & TV"
- Q 어워즈 - 세계 최고의 활동

Q 어워즈 - 최고의 프로듀서 "William Orbit"
2000
- Music Week 어워즈 - 최고의 팝 뮤직비디오 "Coffee & TV"
- NME 어워즈 - 최고의 밴드

NME 어워즈 - 최고의 싱글 "Tender"
NME 어워즈 - 최고의 뮤직비디오 "Coffee & TV"
2003
- GQ 어워즈 - 올해의 밴드
- Q 어워즈 - 최고의 음반 "Think Tank"

2004
- British 애니메이션 어워즈 - 최고의 뮤직비디오 "Good Song"
- D&AD 어워즈 - 최고의 애니메이션 (은상) "Good Song"

D&AD 어워즈 - 최고의 연출 (은상) "Good Song"
- 에든버러 영화 축제 - 맥라렌 애니메이션 상 "Good Song"
- FOCAL 어워즈 - 최고의 뮤직비디오 장면상 "Out Of Time"
- Gaffa 어워즈 - 최고의 해외 밴드

Gaffa 어워즈 - 최고의 해외 가수 "데이먼 알반"
- South Bank Show 어워즈 - 최고의 음반 "Think Tank"

2009
- PRS for Music - 문화유산 상
- UK 축제 어워즈 - 최고의 헤드라인 퍼포먼스

UK 축제 어워즈 - 올해의 페스티벌 몸짱 - 남자부분 "데이먼 알반"
2010
- NME 어워즈 - 최고의 라이브 행사 "Blur - Hyde Park"

2012
- Artrocker 어워즈 - 올해의 재발매 음반 "Blur 21"
- 브릿 어워즈 - 공로상
- Q 어워즈 - 최고의 라이브

2013
- NME 어워즈 - 최고의 재발매 음반 "Blur 21"

## 같이 보기
- 브릿팝
- 오아시스
- NME 어워드